# NGC 7145
NGC 7145 је елиптична галаксија у сазвежђу Ждрал која се налази на NGC листи објеката дубоког неба.
Деклинација објекта је - 47° 52' 57" а ректасцензија 21h 53m 20,5s. Привидна величина (магнитуда) објекта NGC 7145 износи 11,1 а фотографска магнитуда 12,1. Налази се на удаљености од 23,357 милиона парсека од Сунца. NGC 7145 је још познат и под ознакама ESO 237-13, PGC 67583.